# Trigonella calliceras
Trigonella calliceras är en ärtväxtart som beskrevs av Fisch.. Trigonella calliceras ingår i släktet trigonellor, och familjen ärtväxter. Inga underarter finns listade i Catalogue of Life.